# FlyNano Nano
Die FlyNano Nano ist ein Ultraleicht-Flugboot des finnischen Flugzeugherstellers FlyNano aus Lahti.
Der Prototyp wurde 2011 auf der AERO-Fachmesse in Friedrichshafen vorgestellt. Am 11. Juni 2012 erfolgte der Erstflug des elektrisch angetriebenen Wasserflugzeugs auf dem finnischen Hepari-See westlich Espoo. Testpilot der einsitzigen Maschine war Pekka Kauppinen.

## Konstruktion und Entwicklung
Mehrere Jahre arbeitete der Flugzeugkonstrukteur Aki Suokas mit seinem Team an diesem Flugbootkonzept. Die Idee des Projekts war es, das Fliegen zu einem günstigen Preis, bei umweltverträglichem Betrieb und einfacher Bedienbarkeit für Privatpersonen möglich zu machen. Das Flugzeug wurde entworfen nach den Vorgaben der Fédération Aéronautique Internationale microlight Regeln sowie den US FAR 103 Ultralight Vorschriften. Das ganz aus kohlenstofffaserverstärktem Kunststoff hergestellte Flugzeug hat eine Leermasse von nur 70 Kilogramm, ist 3,5 Meter lang, 1,3 Meter hoch und hat eine Spannweite von 4,8 Metern. Die zulässige Gesamtmasse beträgt 200 Kilogramm.
Die versetzt angeordneten freitragenden und geschlossenen Tragflächen nach dem Boxwing-Konzept machen FlyNano zum Doppeldecker. Die Tragflächen können zum Transport abgenommen werden. Der Elektromotor samt Luftschraube ist über dem einsitzigen offenen Cockpit vor dem Piloten angebracht. Der Rumpf ist nur für Wasser-Operationen ausgelegt und verfügt über kein Fahrwerk.

## Flugdaten
Die erreichbare Gipfelhöhe liegt theoretisch bei 3.000 Metern. Die Höchstgeschwindigkeit wird mit 140 km/h angegeben, als Reichweite wurden 70 Kilometer genannt. Bei Startleistung entleert sich die Batterie allerdings in kurzer Zeit und die Batterie soll auch bei zurückgenommener Leistung nicht mehr als 15 Minuten halten. Die Seitenruderbedienung erfolgt mit Pedalen, während die kombinierten Quer- und Höhenruder sowie der Schub mit einem Stick gesteuert werden. Laut einer Beurteilung handelt es sich mehr um ein Wassersportgerät. Die Wellenhöhe sollte dabei 10 Zentimeter nicht übersteigen.

## Preise
Als Stückpreis wurden vom Hersteller rund 33.000 Euro genannt. Zusätzlich sollte für 5.300 Euro einen auf die Abmessungen der Maschine ausgelegten Transport- und Lager-Anhänger erhältlich sein.

## Bestellungen
Das Unternehmen hatte Mitte 2012 einen Auftragseingang von 35 Maschinen. Die Auslieferung sollte ursprünglich im Jahr 2013 beginnen. Aufgrund des geringen Leergewichts benötigt man in Finnland keine Lizenz, um mit der FlyNano zu fliegen. In Deutschland wären Bewilligungen der Wasser- und Schifffahrtsbehörden für das Starten und Landen von Flugzeugen auf Wasserflächen notwendig.